# Solivomer arenidens
Genre
Espèce
Statut de conservation UICN

 LC  : Préoccupation mineure
Solivomer arenidens est une espèce de poissons marins de la famille des Neoscopelidae. C'est la seule de son genre Solivomer (monotypique).

## Répartition
Cette espèce se rencontre au large des côtes philippines à une profondeur comprise entre 1 241 et 2 022 m.

## Description
L'holotype de Solivomer arenidens mesure 220 mm ; il a été capturé à une quinzaine de kilomètres au large de Panaon, à une profondeur d'environ 1 340 m.

## Étymologie
Son nom spécifique, du latin arena, « sable », et dens, « dent », lui a été donné en référence à sa dentition à l'aspect granuleux (comme du papier de verre, sandpaper en anglais).

## Publication originale
- (en) Robert R. Miller, « A New Genus and Species of Deep-sea Fish of the Family Myctophidae from the Philippine Islands », Proceedings of the United States National Museum, Washington, Inconnu, vol. 97, no 3211,‎ 18 juillet 1947, p. 81–90 (ISSN 0096-3801 et 2377-6560, OCLC 1259735, DOI 10.5479/SI.00963801.97-3211.81, lire en ligne).